# Balduíno V da Flandres
Balduíno V da Flandres "o Piedoso"   também conhecido como Balduíno "de Lille" (Arras, 1012 - 1 de setembro de 1067) foi Conde de Flandes de 1036 a 1067, e co-regente de França ao lado da rainha Ana de Quieve, para seu filho, Filipe.
Após 1028, lidera uma rebelião contra seu pai, que se vê obrigado a refugiar na Normandia. Quando este regressa com reforços, Balduíno submetesse, mas é autorizado a governar em conjunto.
Sucede a seu pai em 1035, como Balduíno V " o Pio", Conde da Flandres. Adquire a soberania do condado de Lens aos condes de Bolonha. Participou na rebelião Lotaríngia contra o Imperador Henrique III e saqueou o palácio imperial de Nijmegen. O Imperador Henrique reuniu um grande exército como vingança em 1049, mas em termos práticos a única perda para a Flandres foi a marca de Antuérpia. 
O Conde Balduíno devolveu Valenciennes a Hainaut e, assim, indiretamente à suserania alemã. Ele manteve relações estreitas com Goduino, Conde de Wessex, primeiro abrigando o filho deste último, Svein depois de ele ser proscrito em 1049, depois o próprio Conde Goduino quando este foi exilado da Inglaterra em 1051. O imperador Henrique III invadiu a Flandres novamente em 1054, mas teve que recuar. Com a morte de Henrique I, rei da França, em 1060, o conde Balduíno tornou-se regente da França para seu sobrinho, o rei Filipe I. 

## Relações familiares
Foi filho de Balduíno IV de Flandres "o Barbudo" (980 - 30 de maio de 1035), Conde da Flandes e de Ogiva (Cunegunda) de Luxemburgo (filha de Frederico I do Luxemburgo e de Irmentrude Konradiner, condessa de Gleiberg). Casou com Adela de França (1009 - 1079), filha do Roberto II de França, rei de França, de quem teve:
1. Balduíno VI da Flandres[7] (c. 1030 - 17 de julho de 1070) Conde da Flandres e de Hainaut, casado com Riquilda de Hainaut, condessa de Hainaut, então já viúva do conde Hermano de Mons e filha de Reginar V de Hainaut e de Matilde de Verdun.
2. Matilde, Condessa de Flandres e Rainha de Inglaterra pelo seu casamento com Guilherme "o Conquistador".[8]
3. Roberto I da Flandres, (1035 — 12 de outubro de 1093) "o Frísio" foi conde da Flandres de 1071 até 1093.[9][10] casou com Gertrude da Saxônia (1035 — 4 de agosto de 1113), filha de Bernardo II da Saxónia (c. 995 - 29 de junho de 1059), duque da Saxônia, e Eilika de Schwenfurt.
4. Henrique da Flandres, Conde da Flandres.

## Bibliografa
- Wood, Harriet H, The Battle of Hastings: The Fall of Anglo-Saxon England Atlantic Books, London 2008.
- Tanner, Heather J, Families, Friends and Allies: Boulogne and Politics in Northern France and England, C.879-1160.
- Stenton, Sir Frank, Anglo-Saxon England The Oxford History of England, Clarendon Press, 1962
- Orderico Vitalis, The Ecclesiastical History book III & IV, (vol.II), ed. and trans. Marjorie Chibnall, Oxford Medieval Texts, OUP 2002.
- Encomium Emma Reginae ed. Alistair Campbell, CUP, 1998.